# Gordon Dahlquist
Gordon Dahlquist (Seattle, 1961) es un escritor estadounidense, ha trabajado en el mundo del cine y del teatro como guionista y director. Los libros de cristal de los devoradores de sueños es su espectacular debut como novelista, que le supuso un hueco en las listas de los libros más vendidos en Estados Unidos y traducciones en más de 30 países.

## Los libros de cristal de los devoradores de sueños
Los libros de cristal de los devoradores de sueños es una extraordinaria mezcla de novela gótica, ucronía, folletín de aventuras y relato fantástico. Al publicarse en Estados Unidos saltó inmediatamente a las listas de los libros más vendidos y se está convirtiendo en un éxito en más de 30 países. Edhasa la publica en español en su nuevo sello editorial Marlow.
Esta novela empieza con una carta: la que recibe Celeste Temple de su prometido, Roger Bascombe, rompiendo el compromiso de boda sin más explicaciones. Celeste es joven, pero audaz, y provista de una capa y unos anteojos se lanza a espiar a su exnovio. En su persecución acabará en una mansión en el campo, entre antifaces, sexo, extrañas luces y mecanismos y, tal vez, una conspiración. Allí Celeste está a punto de perder su virginidad e incluso su vida. 
Tan testaruda como valiente, la joven se aliará con otros dos héroes inesperados: el “cardenal” Chang, un asesino de gran corazón aficionado a la poesía, y el doctor Svenson, al servicio de un príncipe alemán.
En el bando de los villanos aparecerán aristócratas perversos, militares ingleses, prostitutas asesinadas, soldados alemanes, viajes en zepelín y, por supuesto, libros. Porque esta historia va de libros. Y de libros que encierran un gran peligro...
Personajes protagonistas: ¿Quién se enfrentará a los libros de cristal?
La señorita Temple no vino a la ciudad en busca de aventura, sino para encontrar marido. Pero cuando Roger Bascombe rompe el compromiso, se encuentra metida en un mundo sórdido que jamás hubiera imaginado que podía existir. ¿Podrá esta jovencita, aparentemente melindrosa, pero testaruda y valiente, sobrevivir a la terrible conspiración de los devoradores de sueños?
Chang es un eficaz asesino a sueldo, apodado “el cardenal” por su costumbre de llevar un abrigo de cuero rojo, robado del perchero de disfraces de un teatro ambulante. Cuando descubre que alguien ya ha asesinado a su objetivo, dejará de confiar en quienes le encargaron la misión (si es que alguna vez lo hizo) y se lanzará a investigar quién le ha puesto en el punto de mira...
El doctor Svenson jamás pidió trabajar para el inquietante príncipe alemán, pero es un hombre de honor y hace lo que le corresponde. ¿Será su lealtad lo bastante fuerte como para soportar los diabólicos caprichos de su amo?

## Crítica
“¡Pero qué bueno es este tipo! Esta es la novela más original que he leído en años: hábilmente realizada, implacablemente imaginativa, y con tres héroes de lo más inusuales y atractivos, que deberán enfrentarse a un siniestro plan para dominar el mundo a través del sexo y los sueños.” Diana Gabaldon
“Un cruce entre Sherlock Holmes, Jane Eyre y Eyes Wide Shut”
Publishers Weekly
“Un cuento que combina las aventuras de capa y espada, una buena dosis de fantasía y mucha sensualidad.”
USA Today